# Björntjärnen (Fryksände socken, Värmland)
Björntjärnen är en sjö i Torsby kommun i Värmland och ingår i Göta älvs huvudavrinningsområde.